# Fairmairoplia scitula
Fairmairoplia scitula är en skalbaggsart som beskrevs av Marc Lacroix 1997. Fairmairoplia scitula ingår i släktet Fairmairoplia och familjen Melolonthidae. Inga underarter finns listade i Catalogue of Life.